# Metachrostis velocior
Metachrostis velocior is een vlinder uit de familie van de spinneruilen (Erebidae). De wetenschappelijke naam van de soort is voor het eerst geldig gepubliceerd in 1892 door Staudinger.
Deze nachtvlinder komt voor in Europa.